# Pintura barroca de Flandes

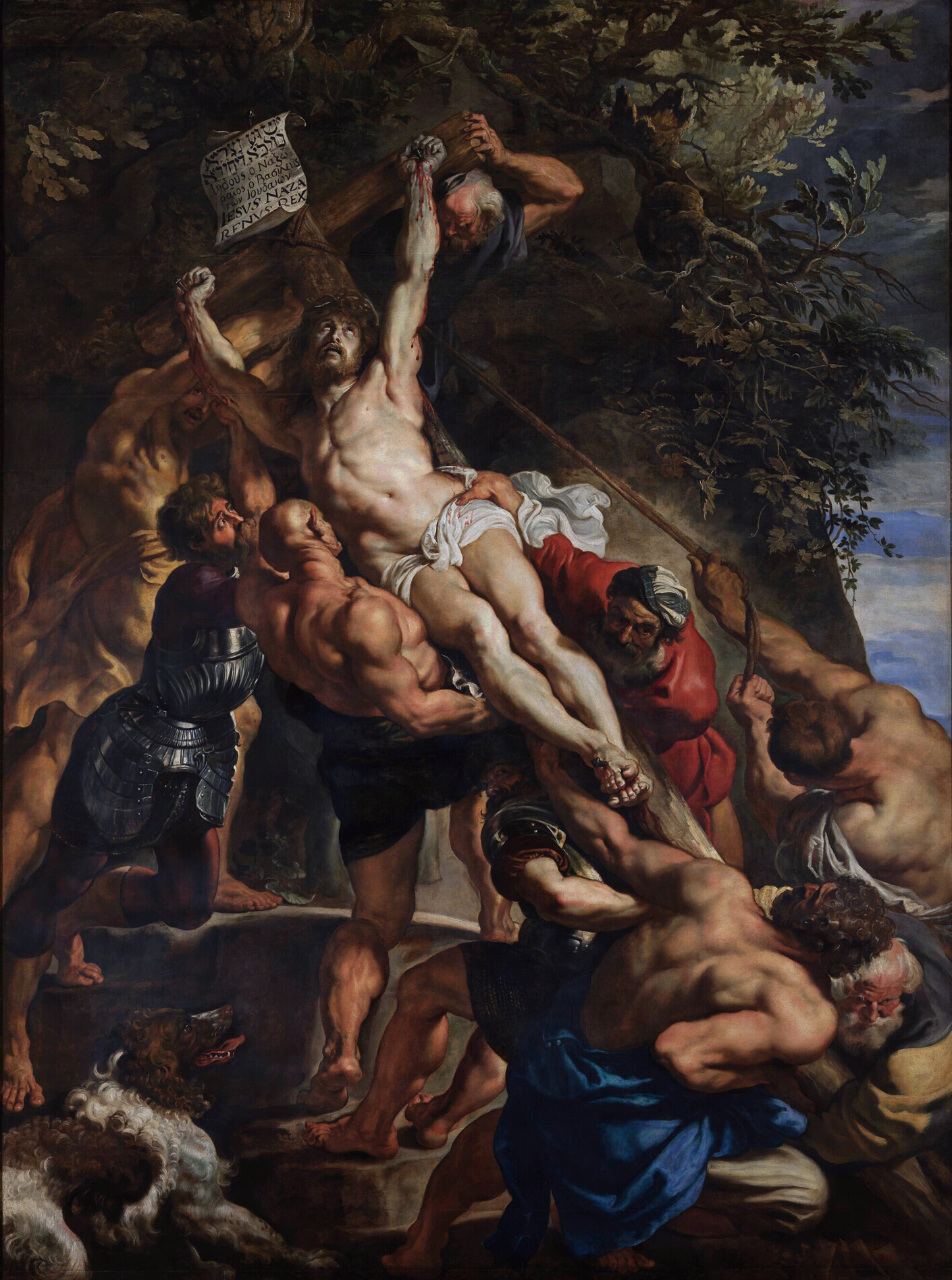
Pedro Pablo Rubens, La erección de la Cruz, h. 1610–1611.

La pintura barroca flamenca es la que se desarrolló entre aproximadamente el año 1585, cuando los Países Bajos Españoles sufrieron la secesión de las provincias septentrionales, hasta alrededor del año 1700, cuando acabó la autoridad de los Habsburgo españoles con la muerte Carlos II, pasando a depender el territorio por el Tratado de Utrecht de la rama austriaca. Flandes, entendido así en un sentido amplio, abarca todas las provincias meridionales de los antiguos Países Bajos, grosso modo la actual Bélgica, que en aquella época, tras la escisión de las Provincias Unidas del Norte y el asedio de Amberes, permanecieron bajo el dominio de los Austrias españoles y conservaron la fe católica.
Aunque muchos artistas huyeron de las guerras religiosas y se trasladaron desde los Países Bajos de los Habsburgo a las Provincias Unidas, la pintura barroca flamenca floreció, especialmente en la Escuela de Amberes durante el siglo XVII, hogar de destacados artistas como Pedro Pablo Rubens, que desarrolló una pintura aristocrática y religiosa, Anthony van Dyck y Jacob Jordaens. Otras ciudades destacadas fueron Bruselas y Gante.
Rubens, en particular, tuvo una gran influencia sobre la cultura visual europea del siglo XVII. Sus innovaciones ayudaron a convertir a Amberes en uno de los principales centros artísticos de Europa, especialmente en lo que se refiere a fijación la imaginería triunfal de la Contrarreforma; con él, su discípulo Anton Van Dyck jugó un papel decisivo a la hora de establecer nuevas direcciones en la retratística inglesa. Otros desarrollos de la pintura barroca flamenca fueron parecidos a los que se pueden encontrar en la holandesa, con artistas especializados en áreas tales como la pintura de historia, el retrato, las escenas de género, los paisajes o los bodegones.

## Características
El término «flamenco» en esta materia artística no se refiere sólo a la moderna región de Flandes, sino que incluía el Ducado de Brabante y el autónomo Principado episcopal de Lieja. En el siglo XVII Amberes era la ciudad más importante y donde se producían las innovaciones artísticas, debido principalmente a la presencia de Rubens. Bruselas era también importante por ser la sede de la corte, atrayendo a David Teniers el Joven en un momento posterior del siglo.

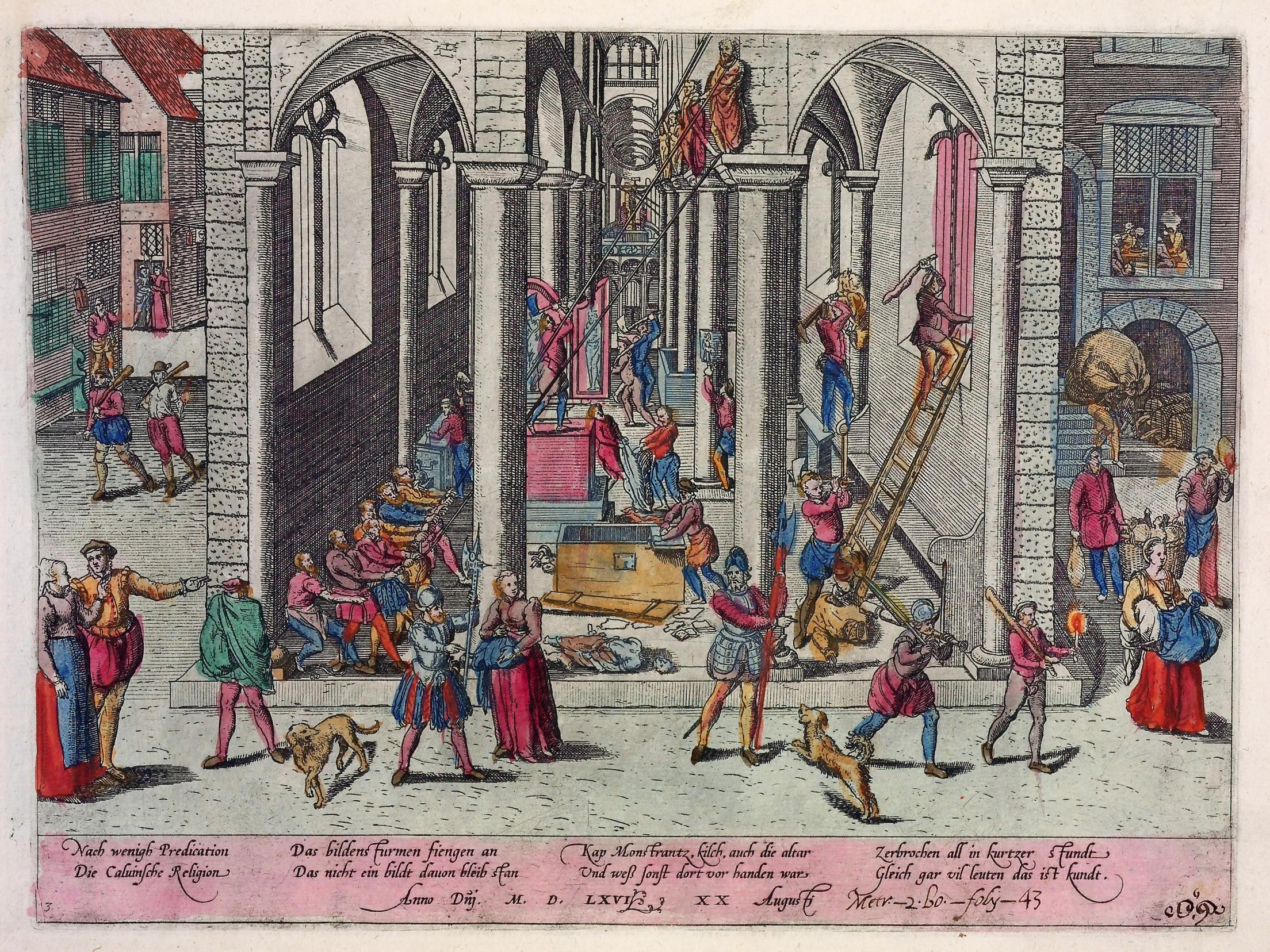
Grabado de Frans Hogenberg con una escena de la revuelta iconoclasta de 20 de agosto de 1566, causa de la destrucción de muchas pinturas y decoraciones de iglesias posteriormente reemplazadas por artistas del manierismo nórdico y barrocos.

### Manierismo tardío
Aunque la pintura flamenca de finales del siglo XVI permanecía en general apegada a las formulaciones del manierismo y renacimiento tardío que eran comunes en toda Europa, artistas como Otto van Veen, maestro de Rubens, Adam van Noort, Marten de Vos y la familia Francken prepararon la escena que iba a hacer posible la irrupción y el triunfo del barroco local. Entre 1585 y primeros años del siglo XVII se hicieron muchos retablos para reemplazar a los destruidos durante las revueltas iconoclastas de 1566. También en estos años despuntaron Frans Francken el Joven y Jan Brueghel el Viejo, conocidos sobre todo por sus pequeñas pinturas de gabinete a menudo representando temas mitológicos e históricos.

### «La edad de Rubens»
Pedro Pablo Rubens (1577–1640), discípulo de Otto van Veen y de Adam van Noort, se trasladó a Italia donde pasó ocho años (1600–1608) que dedicó al estudio de la Antigüedad clásica, la pintura del Renacimiento italiano, especialmente atraído por la escuela veneciana y Tiziano, de quien hizo copias de algunos de sus más célebres cuadros, sin olvidar tampoco a algunos de sus contemporáneos como Adam Elsheimer o Caravaggio, pero muy especialmente a Annibale Carracci, el más cercano a su sensibilidad y sentido de la belleza compatible con la expresión enérgica de los sentimientos. Tras su regreso a Amberes estableció un importante taller en el que contó con numerosos colaboradores y discípulos como Antón van Dyck, ejerciendo en general una fuerte influencia en la dirección del arte flamenco. La mayor parte de los artistas activos en la ciudad durante la primera mitad del siglo XVII estuvieron directamente influidos por Rubens.

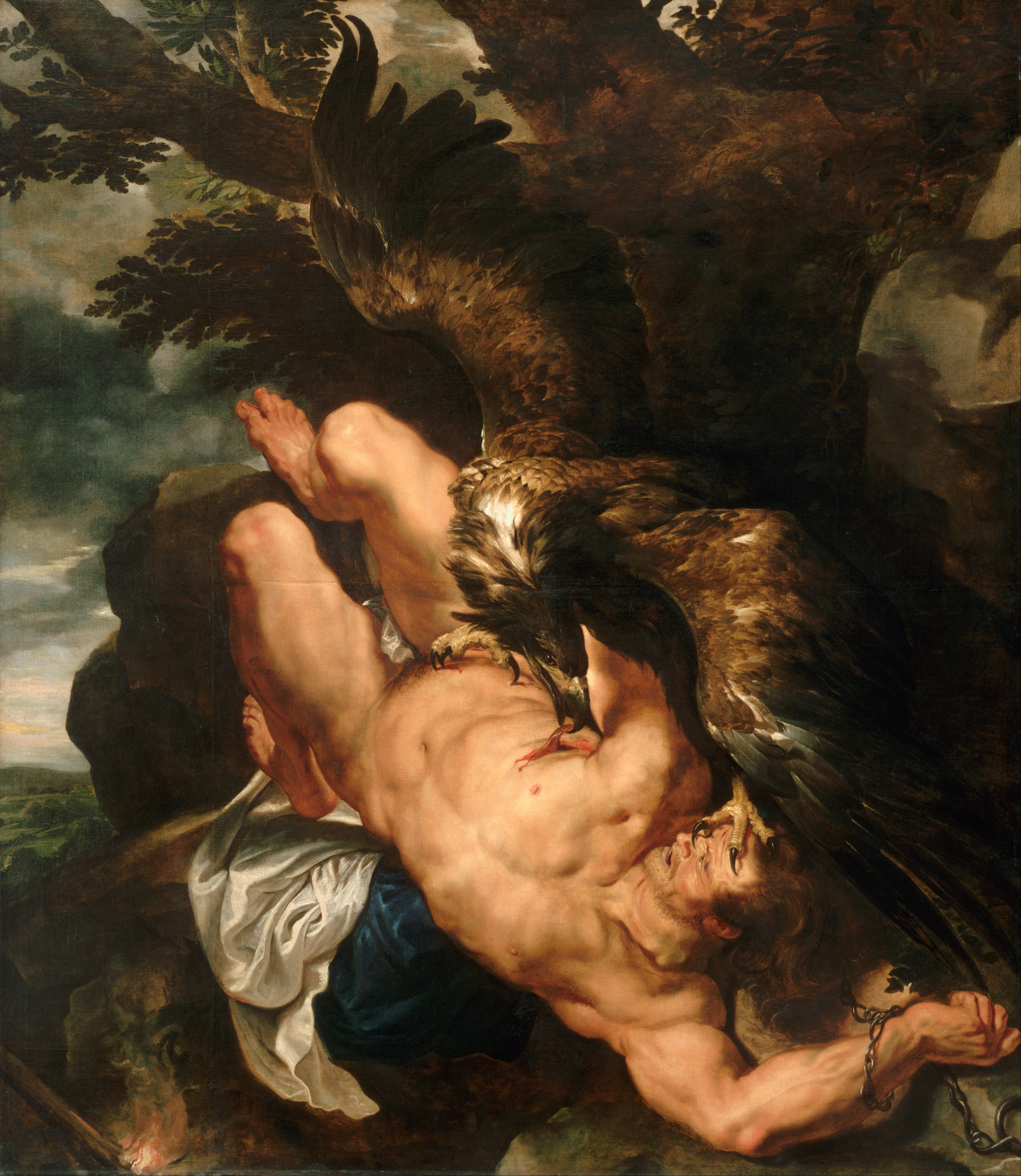
Pedro Pablo Rubens y Frans Snyders, Prometeo encadenado, 1611-12. Museo de Arte de Filadelfia. Esta pintura es un ejemplo barroco flamenco de colaboración y especialización. Snyders, que se especializó en animales, pintó el águila mientras que Rubens pintó la figura de Prometeo.

### Especializaciones y colaboraciones
El arte flamenco destaca por el gran número de colaboraciones que se tuvieron entre maestros independientes, que en parte estaba relacionado con la tendencia local a especializarse en un área particular. Frans Snyders, por ejemplo, era pintor de animales y Jan Brueghel el Viejo fue admirado por sus paisajes y pinturas de plantas. Ambos artistas trabajaron con Rubens, quien a menudo pintaba las figuras, y otros artistas para crear piezas colectivas.

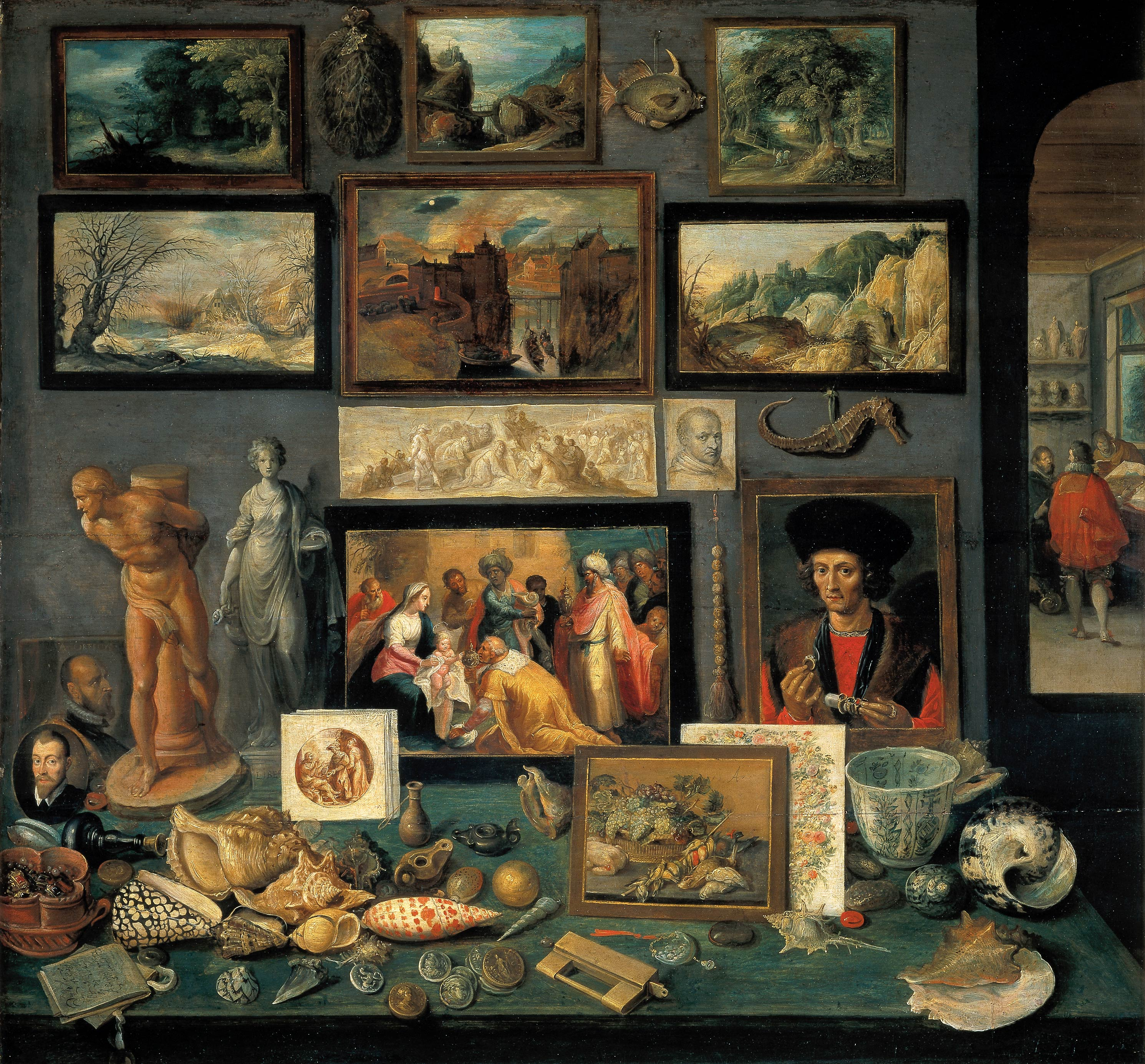
Frans Francken el Joven, Preziosenwand (Pared de los tesoros), 1636. Kunsthistorisches, Viena. Este tipo de pintura era una de las distintivas innovaciones flamencas que se desarrollaron a principios del.

### Innovaciones
La pintura de bodegones de flores, que se desarrolló alrededor de 1600 por artistas como Jan Brueghel el Viejo, era parcialmente una innovación flamenca, tuvo su eco en las Provincias Unidas en las obras del nativo de Amberes Ambrosius Bosschaert (1573–1621). En Amberes, sin embargo, este nuevo género también se desarrolló hasta ser un tipo de pintura específicamente católica, la guirnalda de flores. Otras clases de pintura íntimamente relacionada con el barroco flamenco incluye las monumentales escenas de caza de Rubens y Snyders, y pinturas de galería por artistas como Willem van Haecht y David Teniers el Joven.

## Pintura de historia
La pintura de historia, que incluye temas bíblicos, mitológicos e históricos se consideró como el arte más nobles por los teóricos del siglo XVII. Abraham Janssens fue un importante pintor de historia en Amberes entre 1600 y 1620, aunque después de 1609 la figura más destacada fue Rubens. Tanto Van Dyck como Jacob Jordaens realizaron monumentales pinturas de historia. Tras la muerte de Rubens, Jordaens se convirtió en el más importante pintor flamenco. Otros artistas destacados en el estilo de Rubens incluyen Gaspar de Crayer, que estuvo activo en Bruselas, Artus Wolffort, Cornelis de Vos, Jan Cossiers, Theodoor van Thulden, Abraham van Diepenbeeck y Jan Boeckhorst. Durante la segunda mitad del siglo, los pintores de historia combinaron una influencia local de Rubens con el conocimiento del clasicismo y de las cualidades del Barroco italiano. Entre los artistas de esta tendencia estuvieron Erasmus Quellinus II, Jan van den Hoecke, Pieter van Lint, Cornelis Schut y Thomas Willeboirts Bosschaert. En un momento posterior del siglo, muchos pintores se volvieron hacia Antón van Dyck en forma de su influencia principal. Entre ellos estuvieron también Pieter Thijs, Lucas Franchoys el Joven y artistas que también se vieron influidos por la teatralidad del Barroco tardío como Theodoor Boeyermans y Jan-Erasmus Quellinus. Además, Theodoor Rombouts y Gerard Seghers representaron una variante flamenca del Caravaggismo.

## Pintura religiosa
Rubens se relaciona estrechamente con el desarrollo del retablo barroco. Pintada para la guilda de los arcabuceros, el tríptico del Descendimiento de la Cruz (1611–14; Catedral de Nuestra Señora, Amberes)—con alas laterales que representan la Visitación y Presentación en el Templo, y los paneles exteriores mostrando a San Cristóbal y el ermita—es un importante reflejo de las ideas contrarreformistas sobre el arte combinado con el naturalismo barroco, dinamismo y monumentalidad. Roger de Piles explica que «el pintor ha entrado tan plenamente en la expresión de su tema que la vista de su obra tiene el poder de tocar el alma endurecida y hace que experimente los sufrimientos soportados por Jesucristo para redimirlo».

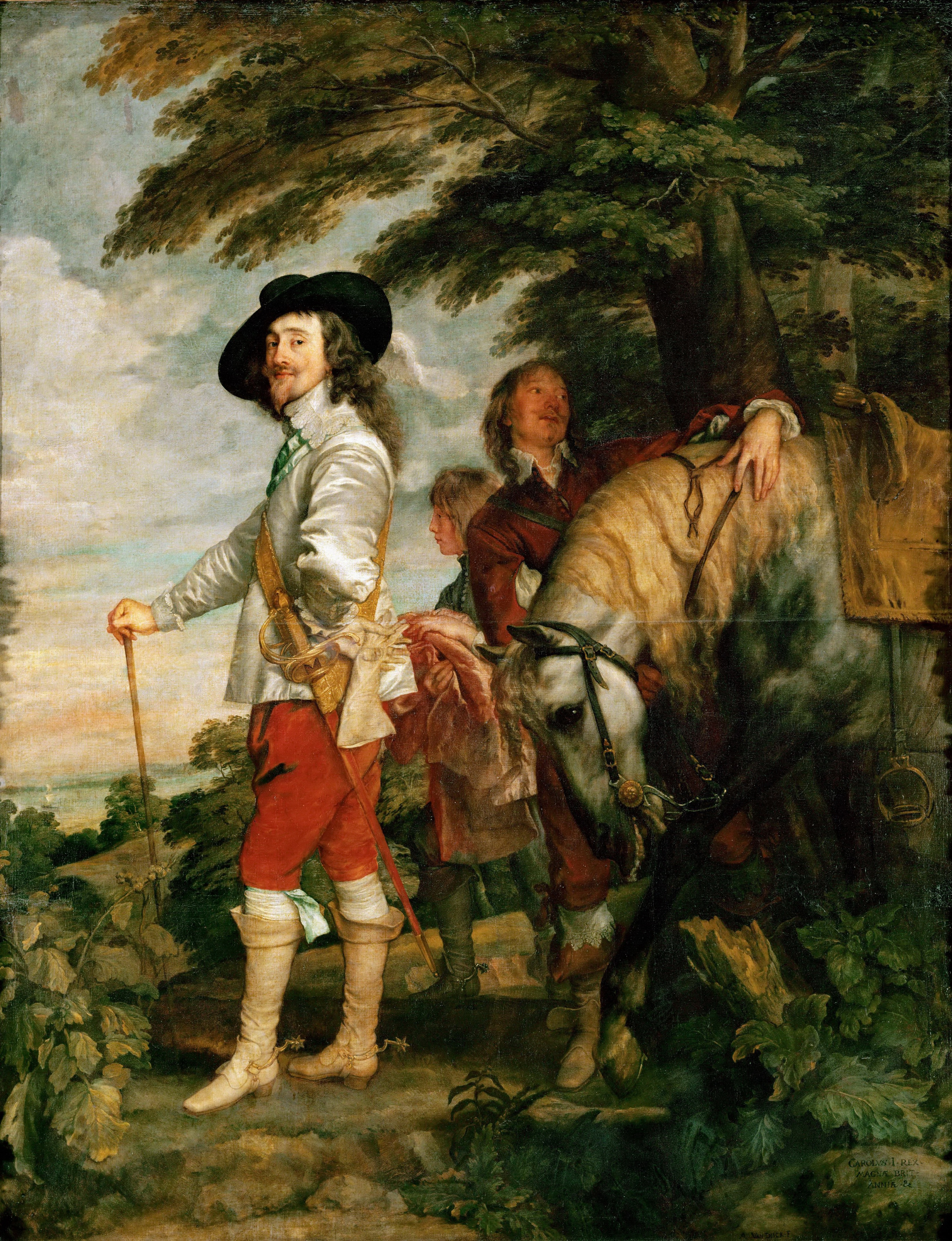
Antón van Dyck, Retrato del rey Carlos I ('Le roy à la Chasse'), 1635. Louvre, París.

## Retrato

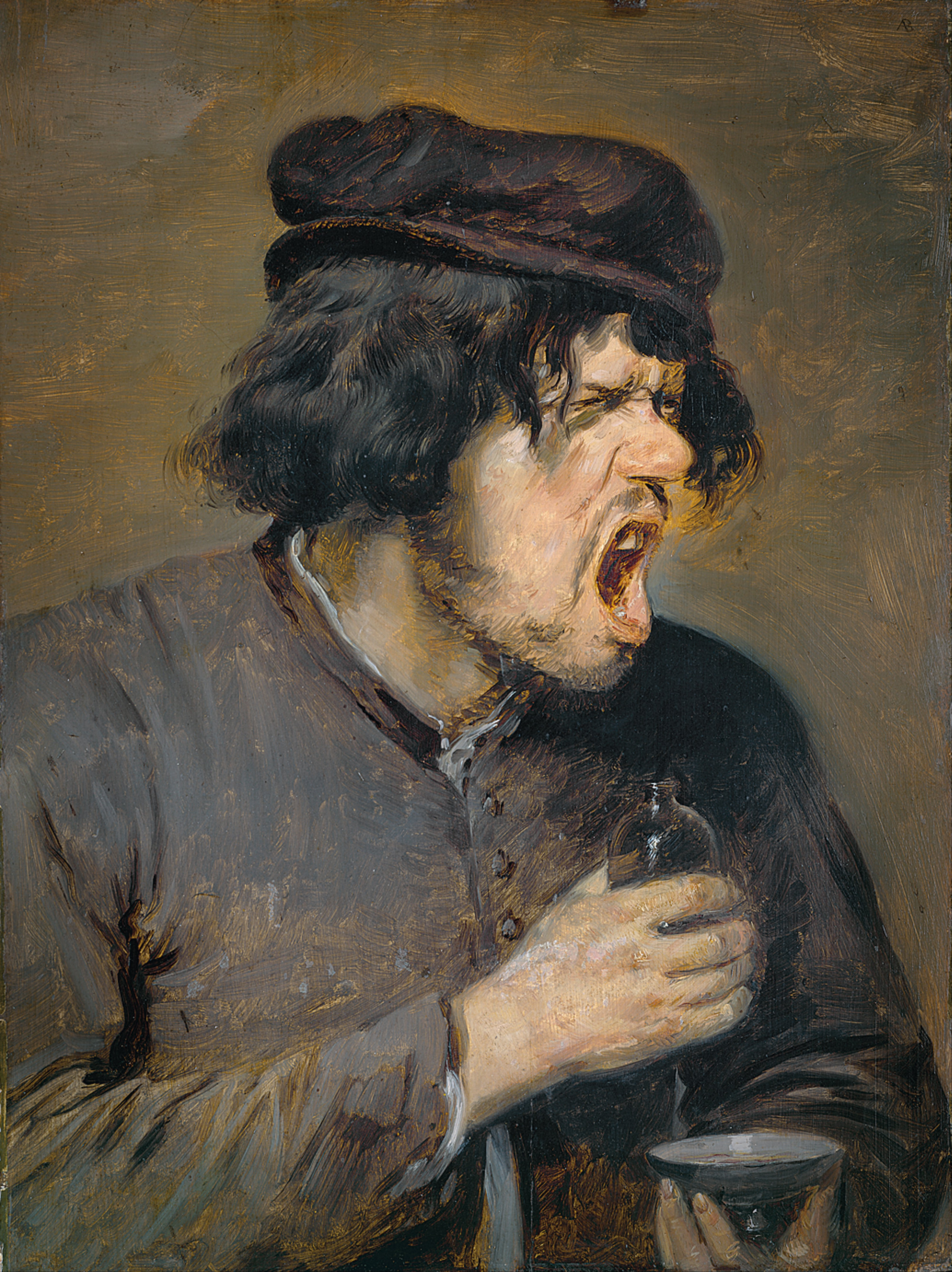
Adriaen Brouwer, La bebida amarga, h. 1630–1640. Los expresivos campesinos de Brouwer son típicos de la pintura de género de los bajos fondos.

Aunque no es predominantemente un retratista, las contribuciones de Rubens incluyen obras tan tempranas como su Retrato de Brígida Spínola-Doria (1606, Galería Nacional de Arte, Washington D. C.), pinturas de sus esposas (Autorretrato con su esposa Isabel Brant y Het Pelsken) y numerosos retratos de amigos y de la nobleza. También ejerció una fuerte influencia en el retrato barroco a través de su estudiante Antón van Dyck. Van Dyck se convirtió en pintor cortesano de Carlos I de Inglaterra y fue muy influyente en la posterior retratística inglesa. Otros famosos retratistas fueron Cornelis de Vos y Jacob Jordaens. Aunque la mayor parte de los retratos flamencos tienen tamaño natural o monumental, Gonzales Coques y Gillis van Tilborch se especializaron en retratos de grupo a pequeña escala.

## Escenas de género
Los trabajos de género, o escenas de la vida cotidiana, fueron muy comunes en el siglo XVII. Muchos artistas siguieron la tradición de Pieter Bruegel el Viejo de representar escenas campesinas de clase baja, aunque también eran habituales los sujetos de la clase alta elegante, con parejas vestidas elegantemente en bailes o en los jardines del amor. Adriaen Brouwer, cuyas pequeñas pinturas a menudo muestran a campesinos peleándose y bebiendo, fue particularmente influyente en los artistas posteriores. Imágenes de una mujer desarrollando tareas cotidianas, popularizada en los Países Bajos septentrionales por Pieter de Hooch y Jan Vermeer, no es un tema significativo en el sur, aunque artistas como Jan Siberechts exploraron estos temas hasta cierto punto.

### Tradición de Brueghel
La escena de género flamenca se vincula fuertemente a las tradiciones de Pieter Brueghel el Viejo y era un estilo que continuó directamente hasta el siglo XVII a través de copias y nuevas composiciones hechas por sus hijos Pieter y Jan. Muchas de ellas son pinturas de kermesses y escenas de campesinos disfrutando de otros entretenimientos en el exterior, desde un punto de vista elevado. Los artistas de la República Holandesa, como los nacidos en Flandes David Vinckboons y Roelant Savery, también realizaron obras parecidas, popularizando las escenas rústicas de la vida cotidiana relacionando estrechamente la pintura flamenca y holandesa.

### Adriaen Brouwer y sus seguidores
Adriaen Brouwer (1605 o 1606–1638) pintó típicamente pequeñas escenas de campesinos harapientos luchando, jugando, bebiendo y en general expresando un comportamiento exagerado y grosero. Nacido en los Países Bajos Meridionales, Brouwer pasó la década de 1620 en Ámsterdam y Haarlem, donde le influyeron Frans y Dirck Hals y otros artistas que trabajaban en un estilo pictóricamente suelto. A su regreso a Amberes alrededor 1631 o 1632 introdujo un formato nuevo e influyente en el que los temas se pintaban escenas de interior en lugar de exterior. También pinto expresivos estudios faciales como La bebida amarga (véase la ilustración), un género llamado tronies («caras»). El arte de Brouwer fue reconocido en vida y tuvo un potente impacto sobre el arte flamenco. Rubens era propietario de varias de sus obras en el momento de su muerte más que de ningún otro pintor, y artistas como David Teniers el Joven, Jan van de Venne, Joos van Craesbeeck y David Rijckaert siguieron trabajando en un estilo parecido.

### Elegantes escenas de compañías
Pinturas de parejas elegantes vestidas a la última moda, a menudo con temas subyacientes como el amor o los cinco sentidos, fueron pintadas habitualmente por Hieronymous Francken el Joven, Louis de Caulery, Simon de Vos, David Teniers el Joven y David Rijckaert. El Jardín del amor (h. 1634–5; Museo del Prado) pertenece a estas tradiciones.

### Escenas de género monumentales
Mientras que escenas de compañía elegante y obras de Brouwer y sus seguidores eran a menudo de pequeño tamaño, otros artistas buscaron su inspiración en Caravaggio y pintaron escenas de gran tamaño, inspiradas teatralmente en las que músicos, jugadores de cartas y adivinos se encuentran en el primer plano de la composición. Estos cuadros, como otras de los caravaggistas, están generalmente iluminados por fuertes efectos de luz. Adam de Coster, Gerard Seghers y Theodoor Rombouts son los principales exponentes de este estilo popular a principios del siglo XVII, que estuvo popularizado por los seguidores italianos de Caravaggio como Bartolomeo Manfredi y los caravagistas de Utrecht como Gerrit van Honthorst. Rombouts también se vio influido por su maestro Abraham Janssens, quien empezó a incorporar influencias caravagistas en sus pinturas de historia desde la primera década del siglo.

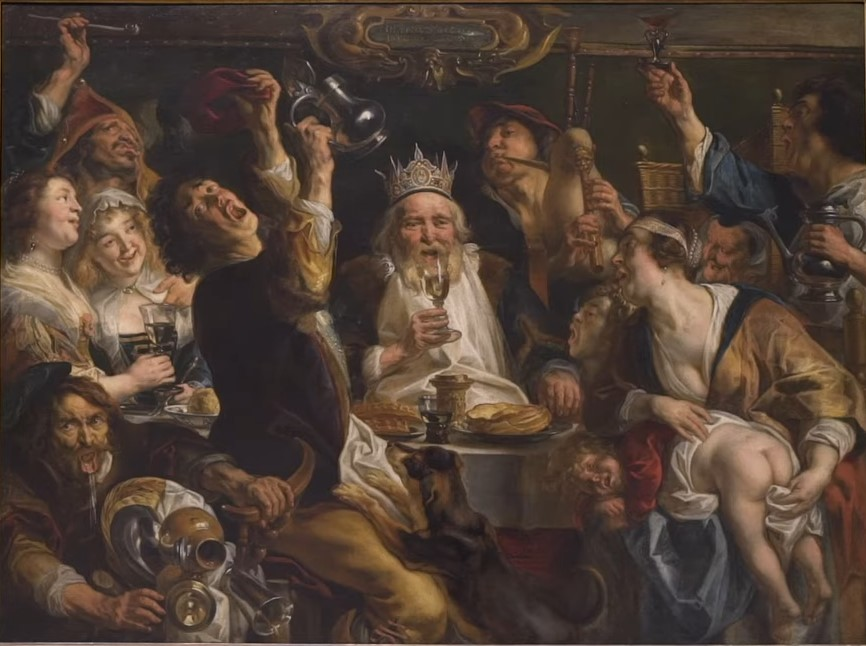
Jacob Jordaens, El rey bebe. Jordaens fue bien conocido por grandes cuadros de escenas de género moralistas, como esta representación de una fiesta de Epifanía.

### Jacob Jordaens
Jacob Jordaens, quien se convirtió en el artista más importante de Amberes después de la muerte de Rubens en 1640, es bien conocido por sus monumentales pinturas de género de temas como El rey bebe y Como cantan los viejos, así tocan la gaita los jóvenes. Muchos de estos cuadros usaban influencias compositivas y de luz parecidas a las de los caravaggistas, mientras que el tratamiento de los temas inspiró a artistas holandeses como Jan Steen.

### Escenas de batalla
Otro tipo popular de pintura inventada en los Países Bajos fueron los paisajes con batallas históricas o ficticias, así como escaramuzas y asaltos. Sebastian Vrancx y su alumno Peter Snayers se especializaron en este género, y el estudiante de Snayer Adam Frans van der Meulen siguió pintándolas en Amberes, Bruselas y París hasta finales de siglo.

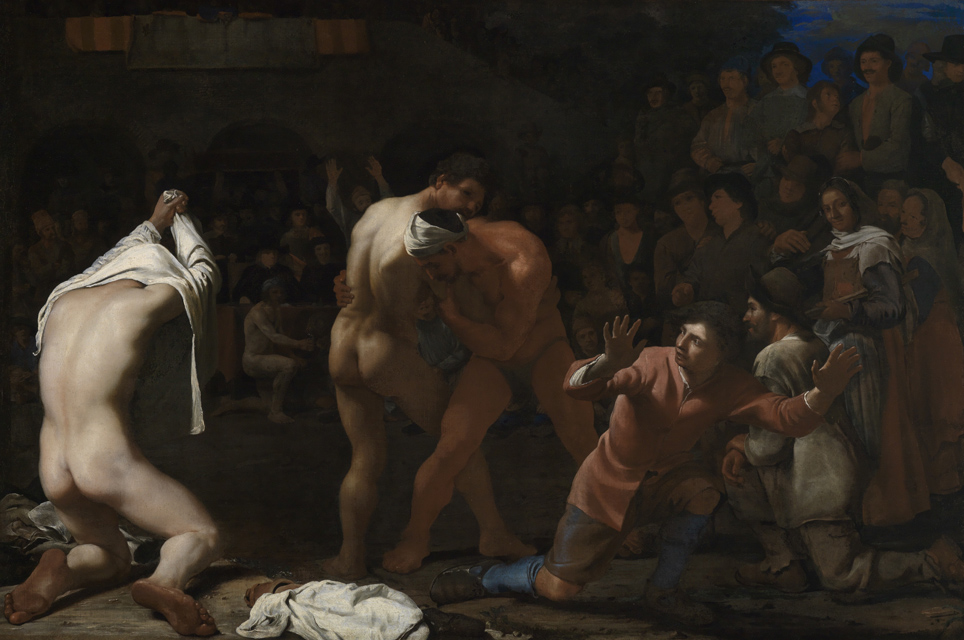
Michael Sweerts, Combate de lucha, 1649. Karlsruhe, Staatliche Kunsthalle. El estilo de Sweerts está muy influido por su época en Roma, y en esta pintura combina temas rurales con poses clásicas y un colorido italiano.

### Bambochantes y clasicismo italiano
Siguiendo una tradición consagrada por el tiempo, muchos artistas septentrionales viajaron a Italia en el siglo XVII. Artistas flamencos como Jan Miel (1599–1664) y Michael Sweerts (1618–1664) se establecieron en Roma y adoptaron el estilo del pintor holandés Pieter van Laer. Conocidos como los bambochantes, se especializaron en escenas rústicas de la vida cotidiana en Roma y su campiña. Estas pinturas se inspiran en los colores de la Campaña Romana y el estudio de la escultura clásica. En general, las escenas de género no eran tan aceptadas en Italia, especialmente por organizaciones oficiales como la Academia de San Lucas, de manera que muchos pintores también se unieron a los Bentvueghels. Actuó aproximadamente como una guilda, pero es conocida sobre todo por el estilo de vida «bohemio» de sus miembros y sus fiestas alcohólicas, uniendo a pintores flamencos y holandeses con unos intereses y tradiciones semejantes.

## Paisajes

### Pintura paisajística temprana
Gillis van Coninxloo fue un innovador paisajista en Amberes a finales del siglo XVI, quien introdujo un punto de vista más natural en lugar del tradicional paisaje universal popularizado por los primeros pintores paisajistas como Joachim Patinir. Dejó una fuerte influencia en la pintura de paisaje tanto en Alemania, donde residió de 1585 q 1595 y dio origen a la llamada escuela de Frankenthal, como en los Países Bajos septentrionales, al verse obligado por razones religiosas a trasladarse a Ámsterdam. Los paisajes de bosques y montañas fueron pintados por Abraham Govaerts, Alexander Keirincx, Gijsbrecht Leytens, Tobias Verhaecht y Joos de Momper, entre otros. Paul Bril se asentó en Roma, donde se especializó en paisajes decorando villas romanas y creando pequeños cuadros de caballete.

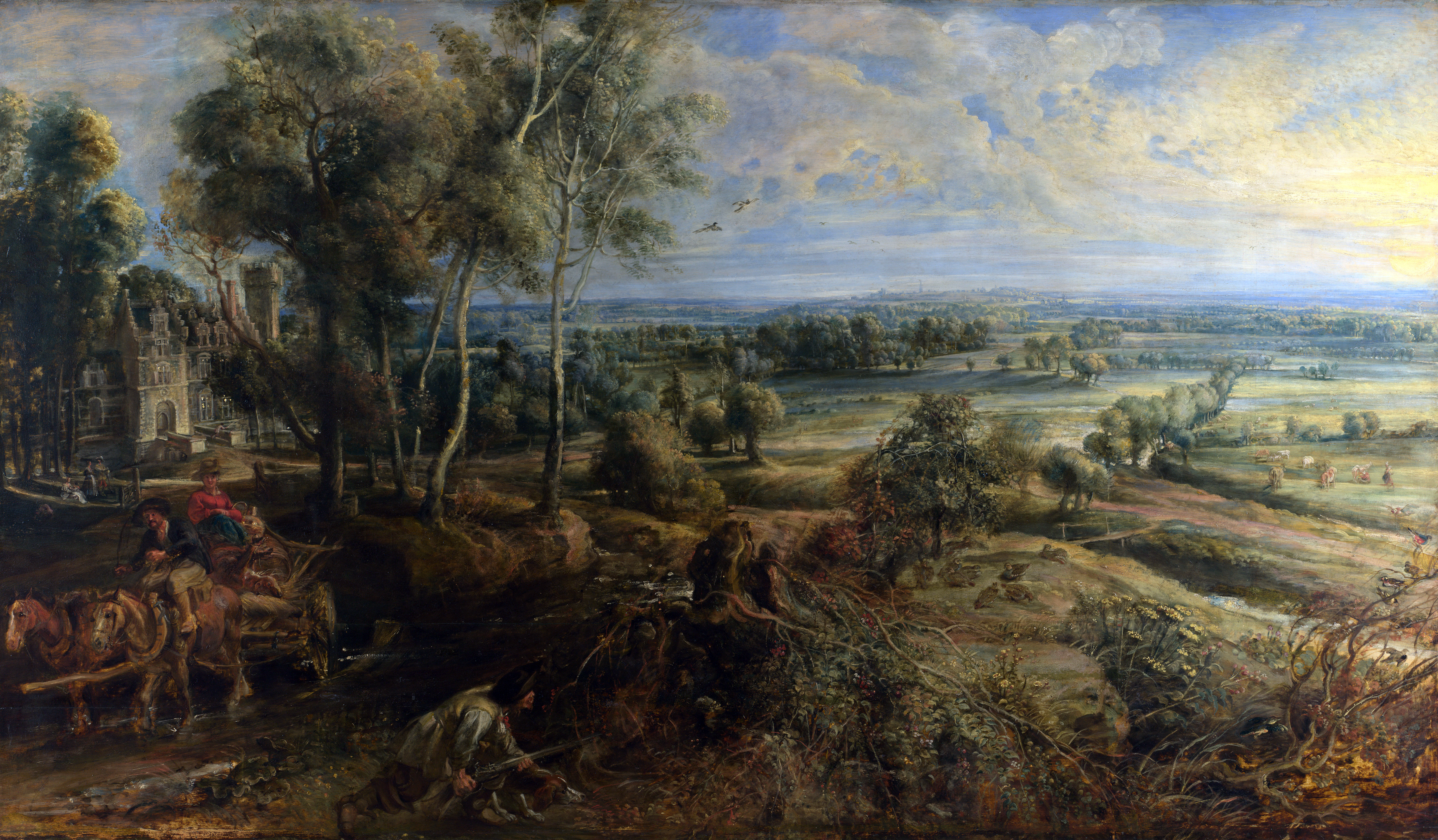
Pedro Pablo Rubens, Paisaje con vista de «Het Steen», 1636.

### Rubens y pintores posteriores
Jan Wildens y Lucas van Uden pintaron paisajes naturales inspirados por Rubens, y frecuentemente colaboraron con pintores de figuras o especialistas en animales para pintar los fondos. Rubens se dedicó a pintar paisajes en los años 1630, centrándose en la región alrededor de su château, Het Steen. Un ejemplo bien conocido es el Paisaje con una vista de «Het Steen» (National Gallery de Londres).

### Marinas
Las pequeñas marinas (zeekens) eran otro tema popular. Artistas como Bonaventura Peeters pintaron naufragios y vistas atmosféricas de barcos en el mar, así como vistas imaginarias de puertos exóticos. Hendrik van Minderhout, quien era de Rótterdam y se asentó en Amberes, continuó este tema posterior al mismo tiempo con desarrollos de la marina como género en la República Holandesa.

## Pintura arquitectónica
Vistas arquitectónicas de interior, normalmente de iglesias, se desarrollaron a finales del siglo XVI en obras de Hans Vredeman de Vries. Muchos eran lugares auténticos. Pieter Neefs el Viejo, por ejemplo, hizo numerosos interiores de la Catedral de Nuestra Señora de Amberes. Hendrick van Steenwijk el Joven, por otro lado, siguió el precedente de Vredeman al pintar interiores imaginarios. El género fue continuado en el siglo XVII por artistas como Antoon Gheringh y Wilhelm Schubert van Ehrenberg o los propios hijos de Pieter Neefs, Pieter Neefs el Joven y Ludovicus Neefs, pero los ejemplos flamencos no demuestran el mismo nivel de innovación que se encuentra en las perspectivas neerlandesas de Pieter Jansz Saenredam o Emanuel de Witte.

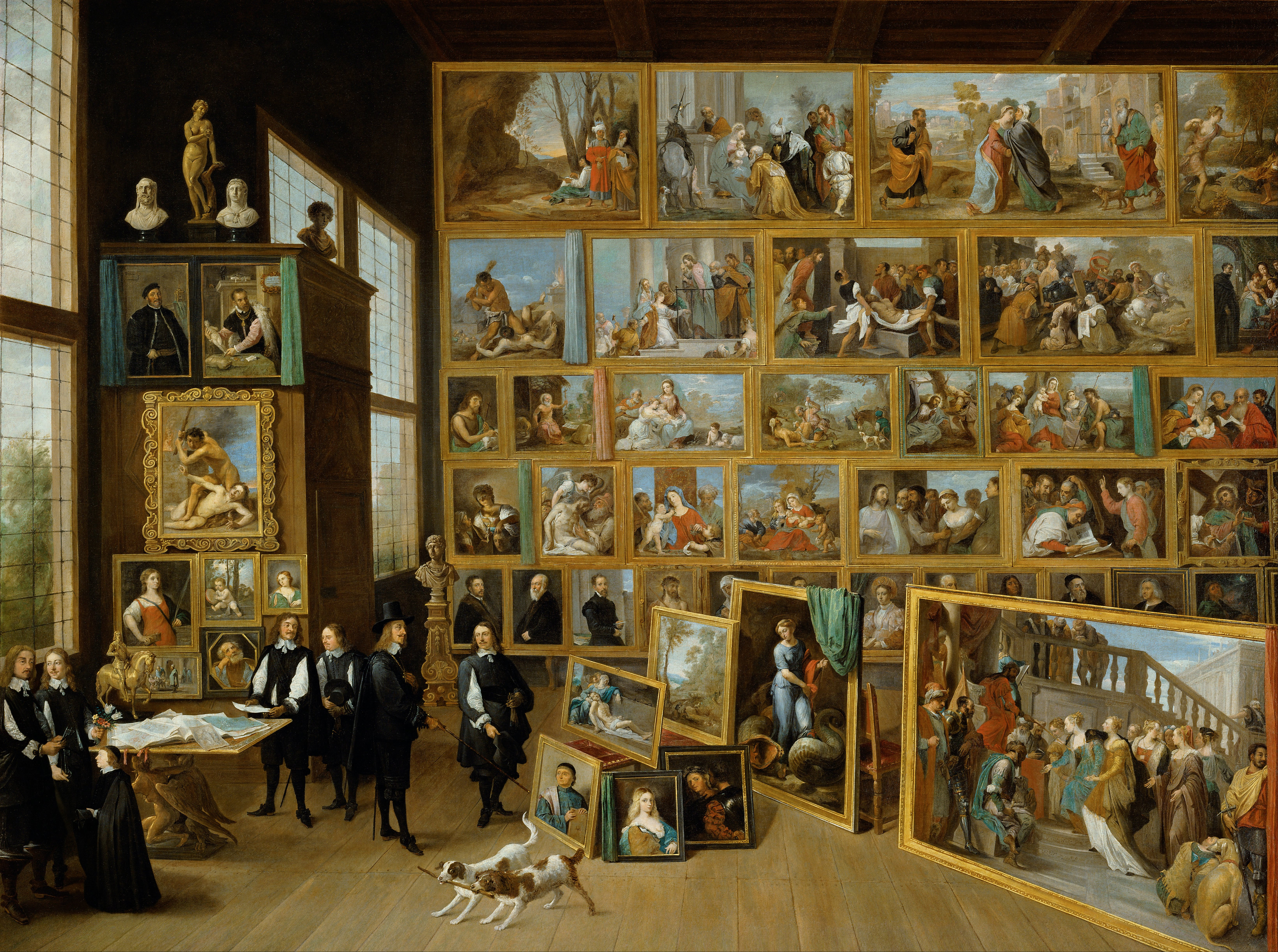
David Teniers el Joven, El archiduque Leopoldo Guillermo en su galería de Bruselas. Teniers documentó la colección de pinturas del archiduque en esta obra mientras que era pintor de corte en Bruselas.

## Pinturas de galería
Las pinturas de galería aparecieron en Amberes alrededor de 1610, y se desarrollaron—como los interiores arquitectónicos—a partir de las composiciones de Hans Vredeman de Vries. Una de las primeras innovaciones en este género se debió a Frans Francken el Joven, quien introdujo el tipo de clase conocido como el Preziosenwand (pared de tesoros). En estas, láminas, cuadros, esculturas, dibujos, así como objetos de colección del mundo natural como conchas y flores están recogidas juntas en el primer plano contra una pared que imita los enciclopédicos cuartos de maravillas. Una variación similar de estas colecciones de riqueza artística son las series de los cinco sentidos creados por Jan Brueghel el Viejo y Rubens (Museo del Prado, Madrid). Willem van Haecht (1593–1637) desarrolló otra variación en la que las ilustraciones de obras de arte auténticas se muestran en una galería de arte de fantasía, mientras que los aficionados y los amantes del arte los admiran. Más tarde, David Teniers el Joven, trabajando en calidad de pintor de corte del archiduque Leopoldo Guillermo de Habsburgo, documentó la colección del archiduque de pintura italiana en Bruselas conforme los pintores de galería así como en un catálogo impreso –el Theatrum Pictorium. Galería flamenca y pinturas de la colección de arte han sido interpretados como una especia de teoría visual del arte. Adriaen van Stalbemt otorgó significados alegóricos a estos gabinetes de pintura. Tales pinturas siguieron haciéndose en Amberes por Gerard Thomas (1663–1721) y Balthasar van den Bossche (1681–1715) y presagiaron el desarrollo de las vedute italianas y las galerías de Giovanni Paolo Pannini.

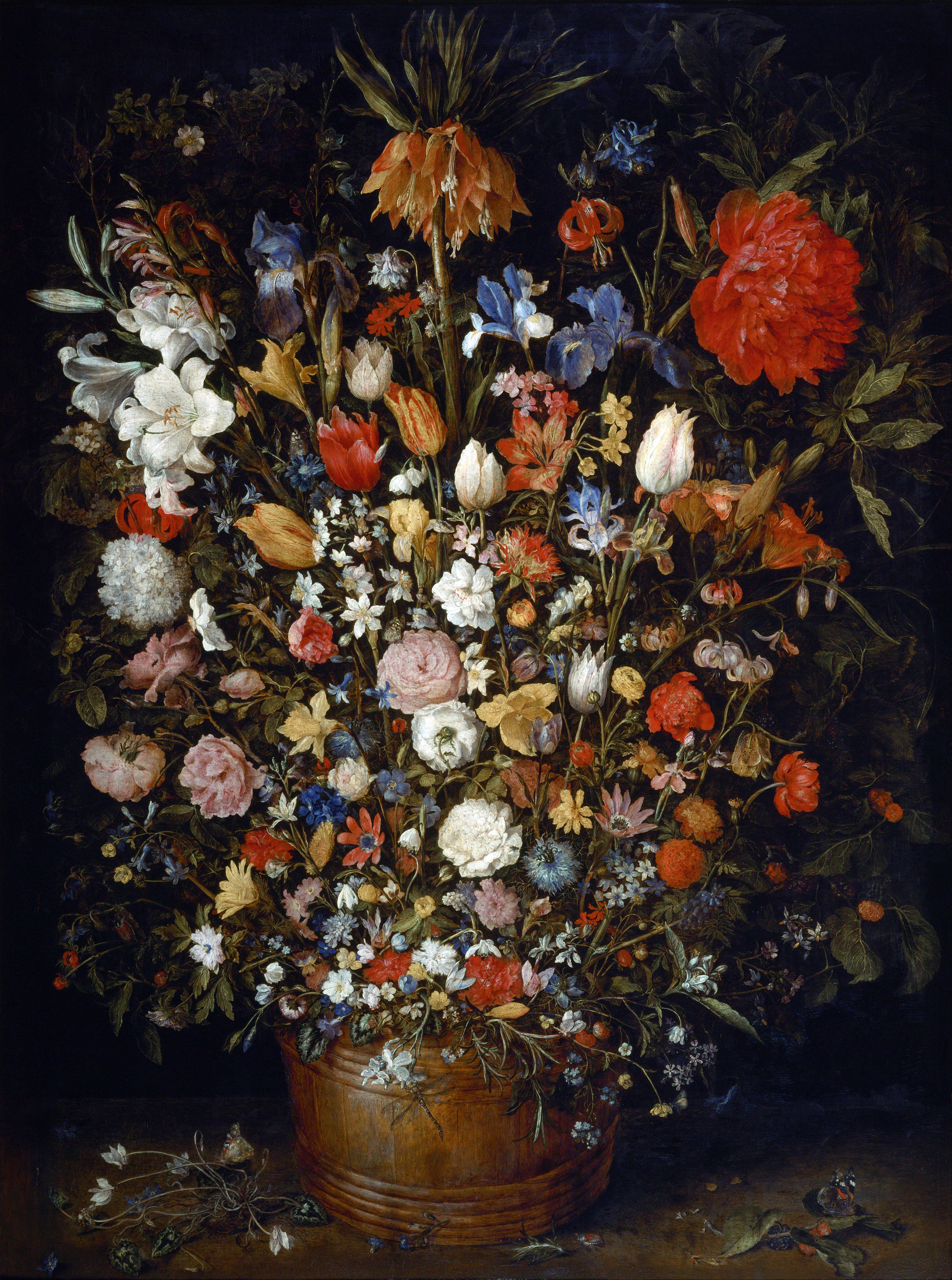
Jan Brueghel el Viejo, Bodegón de flores, 1606-1607. Brueghel fue un innovador en el género del bodegón de flores.

## Bodegón y pintura de animales

### Pintura de flores
Jan Brueghel el Viejo era uno de los importantes innovadores del bodegón floral alrededor de 1600. Estos cuadros, que presentaban cuidadosos arreglos y composiciones, eran creaciones imaginarias de flores que se abrían en diferentes momentos del año. Eran populares entre los mecenas y nobles de toda Europa, y generalmente tienen un motivo de vanitas subyacente. Las composiciones de los cuadros de Brueghel también influyeron mucho en las posteriores piezas florales neerlandesas. Los hijos de Brueghel Jan Brueghel el Joven y Ambrosius Brueghel fueron también especialistas en flores. Osias Beert (1580–1624) fue otro pintor de flores a comienzos del siglo XVII. Sus cuadros compartían parecido con contemporáneos septentrionales como Ambrosius Bosschaert el Viejo.

### Pintura de guirnaldas
Estrechamente relacionada con los bodegones de flores es el género de la pintura de guirnaldas que se inventó por Jan Brueghel en colaboración con el cardenal Federico Borromeo en Milán. Las primeras versiones de estas pinturas, como la colaboración entre Brueghel y Rubens en Múnich (Alte Pinakothek, Múnich) muestran a la Virgen María y Jesucristo niño rodeados por una guirnalda de flores. Se han interpretado como imágenes características de la Contrarreforma, con las flores enfatizando la delicadeza de las imágenes de Virgen con Niño de las que gran parte se destruyeron durante los estallidos iconoclastas de 1566. El alumno de Brueghel, el pintor jesuita Daniel Seghers, también pintó muchas obras de este tipo para una clientela internacional. En versiones posteriores, la Virgen con Niño en carne y hueso fueron reemplazados por nichos escultóricos e incluso temas paganos.

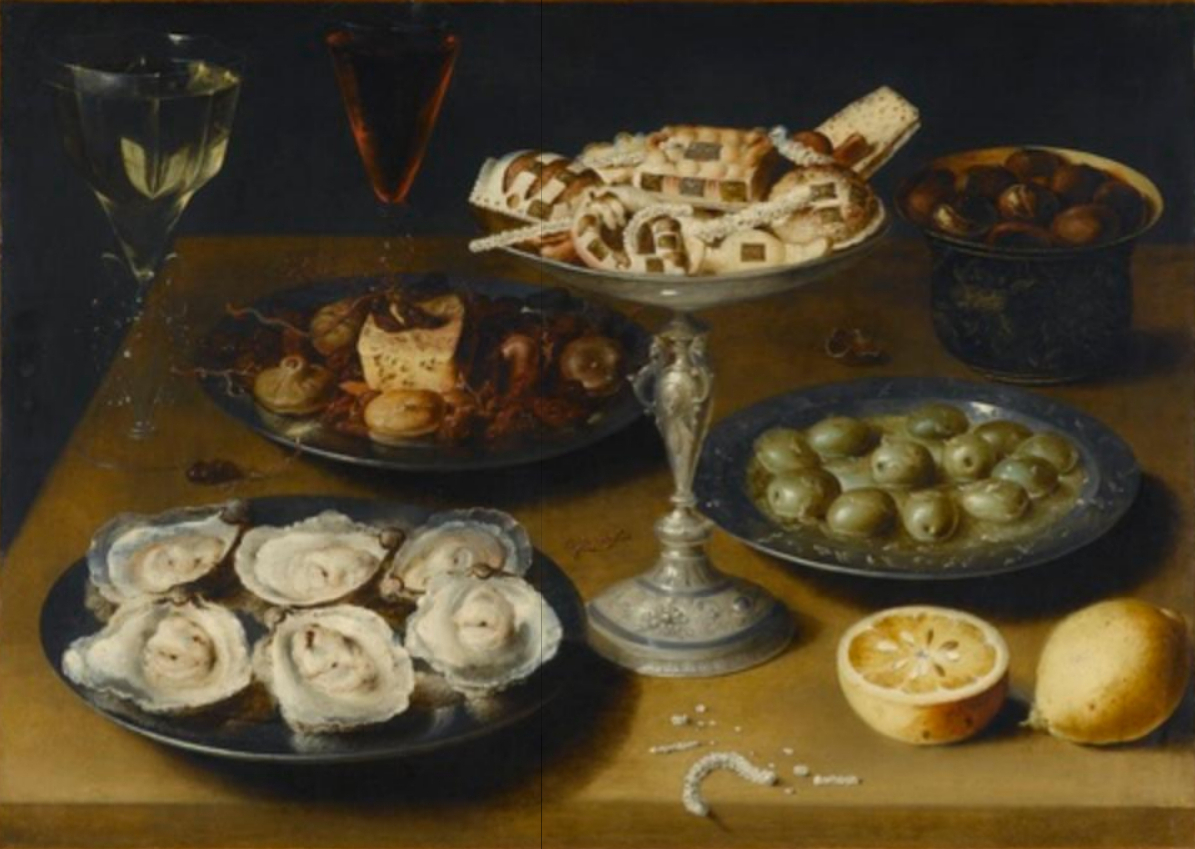
Osias Beert, Bodegón con ostras, c. 1610. Staatsgalerie, Stuttgart. Los bodegones de Beert son típicos del tipo «desayuno» pintado a principios del.
.

### Bodegones de banquetes y desayunos
Los ontbijtje, o «pequeño desayuno», es un tipo de bodegón popular en los Países Bajos, tanto en el Norte como en el Sur y mostraba una variedad de vajillas para comer y beber y comidas como queso y pan contra un fondo neutro. Osias Beert, Clara Peeters, Cornelis Mahu y Jacob van Es (c. 1596–1666) fueron todos artistas que cultivaron esta clase de cuadro. Más elaborados son los bodegones pronk, o «suntuosos». Este estilo se desarrolló en la República Holandesa, y llegó a Amberes de la mano de Jan Davidsz de Heem. Muestran, en una escala mayor que las obras precedentes, composiciones complejas de artículos caros, comidas exóticas y fruta carnosa con sus peladuras. Estas pinturas se relacionan con los temas de la vanitas y la fugacidad.

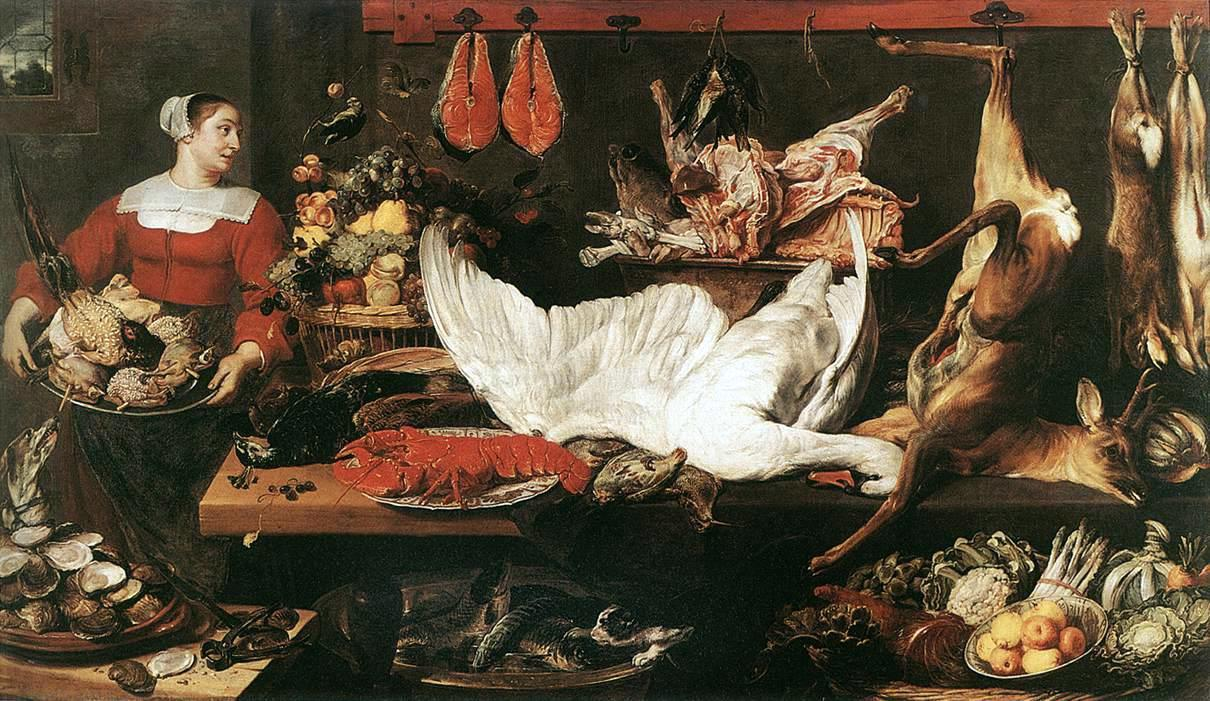
Frans Snyders, La despensa, c. 1620.

### Bodegón animal
Frans Snyders (1579–1657) pintó grandes bodegones centrados en caza muerta y animales. Sus composiciones, junto con las de su seguidor Adriaen van Utrecht (1599–1652) recuerdan las del siglo XVI obra de Pieter Aertsen y Joachim Beuckelaer, pero instilan esa tradición con una monumentalidad del alto barroco. Artistas posteriores, Jan Fyt y Pieter Boel trabajaron aún más este tipo, incluyendo una notable mezcla de animales vivos y caza muerta. Estos últimos cuadros están estrechamente relacionadas con las imágenes de la caza, que se pusieron de moda en la pintura flamenca durante el siglo XVII.

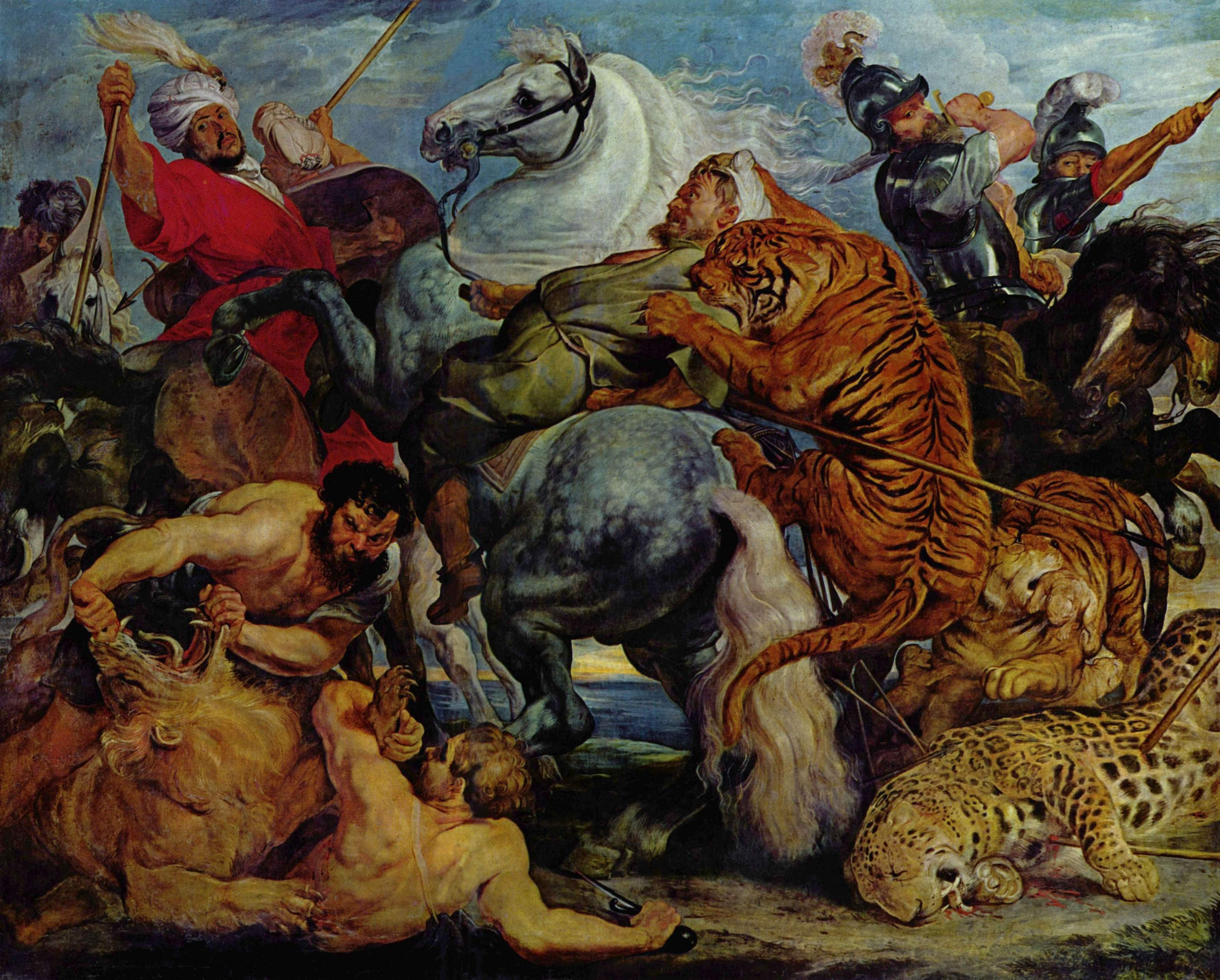
Pedro Pablo Rubens, Caza de tigre y león, c. 1617–1618. Museo de Bellas Artes de Rennes. Esta pintura es típica de las cazas exóticas que Rubens pintó entre alrededor de 1615 y 1625.

## Escenas de caza
Rubens introdujo la caza monumental en el arte flamenco, representando a gran escala una enorme batalla inspirada por su estudio de la antigüedad clásica y en La batalla de Anghiari de Leonardo da Vinci. Estas obras muestran tanto cazas nobles como la del Lobo y el zoroo (Museo Metropolitano de Arte), y cazas exósticas, como la Caza del león (Alte Pinakothek, Múnich). Frans Snyders y Paul de Vos crearon pinturas de gran tamaño semejantes que se diferencian de las obras de Rubens en la atención en los animales y la ausencia de participación humana.

## Pintura de gabinete
Se produjeron en gran número pequeños cuadros intrincados, usualmente representando temas bíblicos e históricos, en los Países Bajos Meridionales a lo largo del siglo XVII. Muchos los crearon artistas anónimos, sin embargo otros como Jan Brueghel el Viejo, Hendrick van Balen, Frans Francken el Joven y Hendrick de Clerck triunfaron en estas pinturas de gabinete durante la primera mitad del siglo XVII. Estos artistas, así como los seguidores de Adam Elsheimer como David Teniers el Viejo, permanecieron parcialmente influidos por las continuas tendencias estilísticas manieristas. Sin embargo, Rubens influyó en una serie de artistas posteriores que incorporaron su estilo barroco en el pequeño contexto de estas obras. Entre ellos están Frans Wouters, Simon de Vos, Pieter van Lint y Willem van Herp. Estas pequeñas pinturas se comercializaron ampliamente por toda Europa, y a través de España llegaron a Iberoamérica.